# Кисель, Николай
Николай Светольдич Кисель (ок. 1605 − 1651) — полковник реестрового казачества (1650), староста черкасский и синицкий (1650).

## Биография
Происходил из старинного волынского шляхетского рода Киселей. Младший сын волынского шляхтича и владимирского подсудка Григория Гнивошовича Киселя-Низкиницкого и Терезы Иваницкой. Старший брат — Адам Кисель (ок. 1600—1653), воевода брацлавский и киевский.
Обучался в Замойской академии в городе Замосць. После смерти родителей находился под опекой старшего брата Адама. Повзрослев, стал его правой рукой.
Участник войн Речи Посполитой со Швецией (1626—1629) и Московским государством (1632—1634). Был тяжело ранен в битве со шведами под Гневом в 1628 году. Во время Смоленской войны в 1634 году носил чин ротмистра.
В 1635 году Николай Кисель получил имение в Черниеве и стал хорунжим Новгород-Северского повета.
В 1648 году Адам Кисель был назначен руководителем польской комиссии, созданной для переговоров с запорожским гетманом Богданом Хмельницким, возглавившим национально-освободительное восстание на Украине. Его брат Николай Кисель в августе-сентябре руководил охраной польской делегации на Волыни, имел стычки с повстанцами, которые не подчинялись Богдану Хмельницкому. Под Острогом он дал в заложники повстанцам пять казаков из своей хоругви. После нападения магната Иеремии-Михаила Вишневецкого на Острог эти заложники были казнены. После неудачи дипломатической миссии Николай Кисель участвовал в Пилявской битве против восставших казаков. Беглецы-шляхтичи из Черниговского воеводства избрали его своим послом на выборный сейм, где он был одним из самых активных ораторов, считая необходимым быстрое восстановление армии.
Вместе со старшим братом Адамом Киселем как член казацкой комиссии в январе 1649 года отправился на переговоры к украинскому гетману Богдану Михайловичу Хмельницкому в Переяслав. Находился о осажденном Збараже, несколько раз выезжал к Б. Хмельницкому как посол. В 1650 году Николай Кисель получил староства черкасское и синицкое, уступленные ему старшим братом Адамом, а также чин полковника реестровых казаков. В августе 1650 года он входил в состав нового польского посольства, отправленного к Б. Хмельницкому, чтобы отвлечь его от сближения с Портой.
В начале 1651 года Николай Кисель принял участие в зимней кампании гетмана польного коронного Мартина Калиновского на Брацлавщине. 11 марта 1651 года он погиб в битве под Винницей, ведя в атаку хоругви через пролом льда в пруду, выполняя необдуманный приказ коронного гетмана.

## Семья и дети
Был женат на Елене (Гелене) из Заленжа, от брака с которой имел сына и дочь:
- Владимир Кисель, подстолий киевский
- Елена Илария Кисель, жена каштеляна брацлавского Даниэля Стемпковского